# Anotia invalida
Anotia invalida är en insektsart som beskrevs av Fowler 1904. Anotia invalida ingår i släktet Anotia och familjen Derbidae. Inga underarter finns listade i Catalogue of Life.